# Esportazione
Esportazione, in economia, è la vendita in un altro Stato di beni e servizi.

## Descrizione
Questo tipo di operazione è largamente caldeggiato dai vari governi per fare da contraltare alle importazioni, di cui ogni Stato ha necessità, cercando il più possibile di avere una bilancia dei conti con l'estero positiva.
L'attività di esportazione, per quanto agevolata, è regolata da apposite leggi fiscali e doganali ed è sottoposta a controllo, in Italia, da parte del Ministero del commercio con l'estero.
Molto spesso, in caso di esportazione di particolari materiali, ha importanza anche il parere positivo del Ministero degli affari esteri, unico che può autorizzare, ad esempio, le esportazioni di materiali ad alta tecnologia.
Negli anni scorsi, per aiutare i piccoli imprenditori a far conoscere il più possibile anche all'estero il Made in Italy è stato fondato un Ente apposito, l'ICE (acronimo di Istituto nazionale per il Commercio Estero). È grazie al coordinamento fornito da questo ente che sono stati organizzati i primi Padiglioni Italiani e le prime partecipazioni alle Fiere internazionali, in modo che anche prodotti e marchi italiani medio-piccoli potessero farsi conoscere al di fuori dei confini nazionali.
Oltre che la conoscenza delle norme giuridiche del proprio Paese, l'azienda che vuole iniziare ad esportare i propri prodotti, deve conoscere anche i regolamenti sovrannazionali in uso, ad esempio i termini di resa con cui le merci possono essere vendute, codificati nell'Incoterms. Altrettanta importanza ha la conoscenza dei regolamenti e dei costumi in vigore nel Paese destinatario, nonché gli eventuali documenti e certificati da fornire in allegato alla merce.
Infatti l'esportatore si troverà spesso nella necessità di richiedere Certificati di Origine, Visti consolari, Certificati di conformità, Certificati fitosanitari ed altri documenti simili.
Naturalmente un altro elemento importante da tenere in considerazione nell'effettuare un'esportazione è l'avere una garanzia sul fatto che i materiali spediti, magari in altri continenti, saranno regolarmente pagati; in questo sono le banche che possono intervenire con varie forme di aiuto, sia di finanziamento preventivo che di garanzia sui pagamenti (solitamente fornite tramite fidejussioni e lettere di credito).
Un'altra categoria professionale su cui l'esportatore può contare per portare a buon fine la fornitura di proprie merci è quella dello spedizioniere, cioè l'incaricato di organizzare materialmente il trasferimento di quanto venduto.

## Ministero del Commercio Internazionale
Il governo Prodi II ha ripristinato la struttura ministeriale, separandolo dal Ministero delle attività produttive (divenuto contestualmente Ministero dello sviluppo economico); il dicastero, affidato ad Emma Bonino, ha assunto la denominazione di Ministero del commercio internazionale.